# Lobelia stricta
Espèce
Lobélie stricta est une plante vivace buissonnante endémique des Petites Antilles.

## Synonymes
- Dortmannia stricta (Sw.) Kuntze
- Rapuntium strictum (Sw.) C. Presl
- Tupa stricta(Sw.) A. DC.

## Description

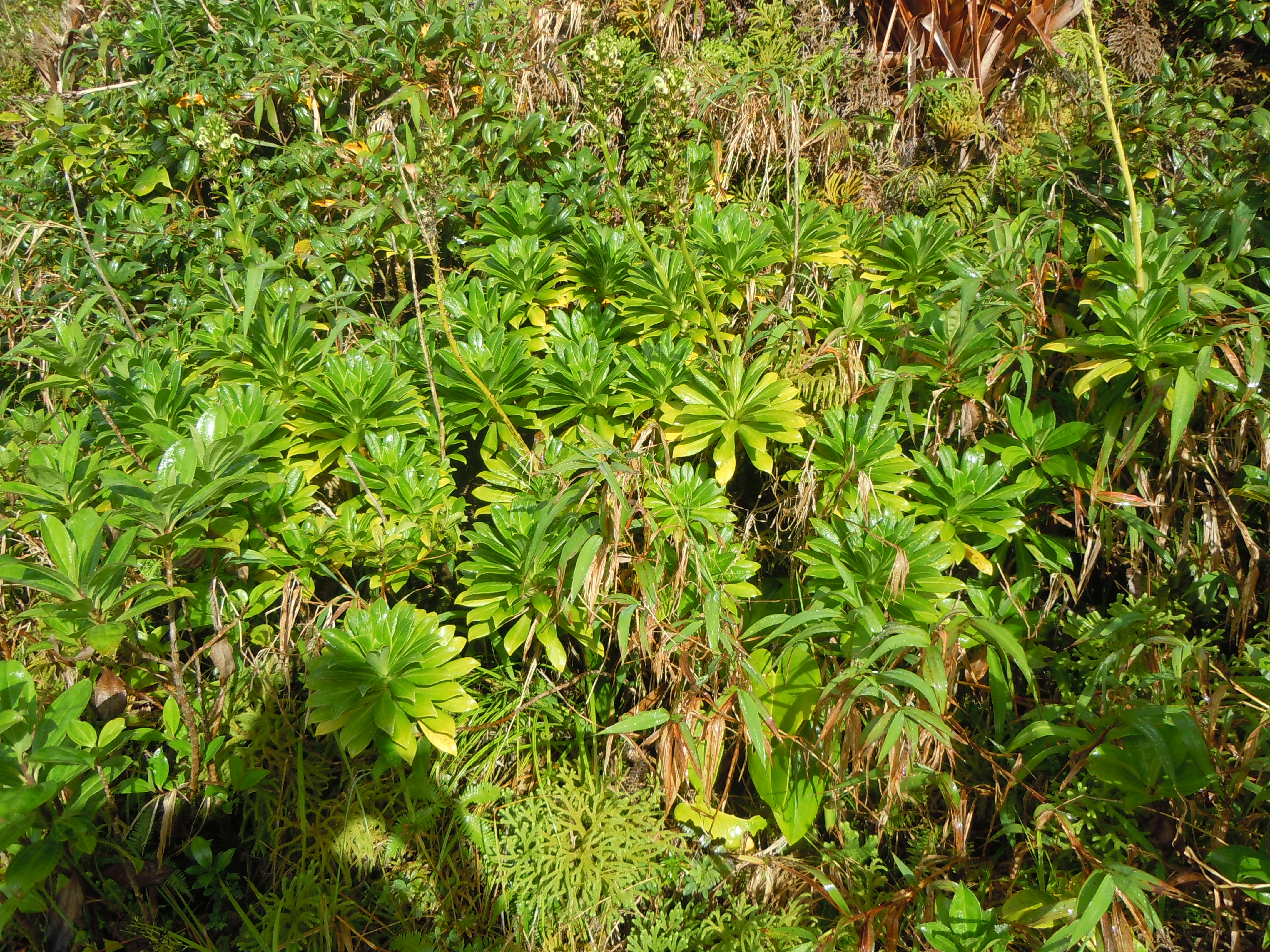
Vue de la plante sur les flancs de La Soufrière

Arbrisseau de 1,5 m de haut.